# Nat Butler (Radsportler)

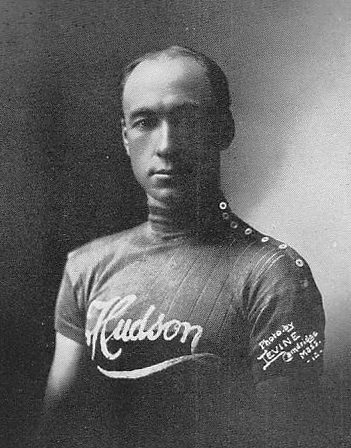
Nat Butler

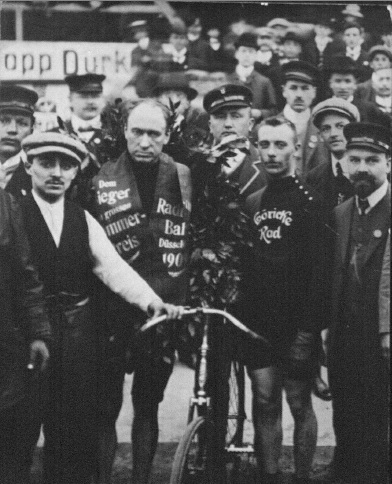
Nat Butler bei einer Siegerehrung in Düsseldorf

Nat Butler (* 6. Januar 1870 in Halifax, Kanada; † 24. Mai 1943 in Revere, Massachusetts, USA) war ein US-amerikanischer  Bahnradsportler.

## Leben
Nat Butler wurde in Halifax, Nova Scotia, geboren und wuchs in Cambridge (Massachusetts) auf. Er war der Sohn eines Handwerkers und lernte den Beruf eines Eisengießers. Da der Weg zu seiner Arbeit weit war, kaufte er ein altes Fahrrad, um dorthin zu fahren. Bald eiferte er seinem älteren Bruder Tom nach, der schon Radrennen fuhr.
1893 gewann Nat Butler das Straßenrennen „Linscott Race“ über zwölf Meilen und bekam als ersten Preis ein Pferd mit Wagen und zwei Brillanten. Anschließend wurde er Profi (bis 1910), fuhr als Flieger Rennen auf der Bahn und startete 1899 gemeinsam mit seinem Bruder Tom bei den Bahn-Weltmeisterschaften in Montreal, wo sie aber im Finallauf trotz dieser taktischen Überlegenheit von Major Taylor geschlagen wurden: Tom wurde Zweiter und Nat Vierter hinter dem Franzosen Gaston Courbe d’Outrelon.
1901 wechselte Butler zu den Stehern. Als solcher gewann er gegen damalige Stars wie Robert Walthour und Albert Champion im Kampf um die „Goldene Armbinde von Amerika“. Er fuhr auch bei acht Sechstagerennen mit, sein größter Erfolg war gemeinsam mit George Leander ein zweiter Platz beim Sechstagerennen im New Yorker Madison Square Garden 1903.
1905 ging Nat Butler nach Europa. Dort wurde er, da er schon 35 Jahre alt und fast kahl war, von seinen Kollegen scherzhaft der „alte Nat“ oder „Perückenmacher von Cambridge“ genannt. In Europa fuhr er Rennen hauptsächlich in Paris sowie Berlin und belegte zahlreiche vordere Plätze bei bedeutenden Rennen wie dem um die „Goldene Kette von Steglitz“, bei dem er Zweiter hinter Piet Dickentman wurde.
1909 belegte Butler den dritten Platz bei der Steher-WM in Kopenhagen. Zudem gewann er das „Goldene Rad von Köln“.
1913 wurde in Paris ihm zu Ehren ein „Grand Prix Nat Butler“ ausgefahren.
Nach seinem Rücktritt vom aktiven Sport erwarb Nat Butler 1913 die Radrennbahn „Revere Cycle Track“ unweit seiner Heimatstadt Cambridge. Der Zuschauerzulauf war so groß, dass er 1919 eine neue Bahn erbauen lassen konnte, die bis 1931 in Betrieb war und dann abgebrochen wurde. Butler erbaute eine dritte Bahn, die bis Mitte der 1930er Jahre bestand. Außerdem engagierte er sich für das Sechstagerennen von Boston.
In späteren Jahren betätigte sich Nat Butler als anerkannter Landschaftsmaler.